# Christian Fandango Sundgren
Lars Christian Fandango Sundgren (* 24. Oktober 1992 in Stockholm) ist ein schwedischer Schauspieler.

## Leben und Karriere
Sundgren wurde am 24. Oktober 1992 in Stockholm geboren. Er studierte an der Calle Flygares Teaterskola. Sein Debüt gab er 2019 in dem Film Gryning. Anschließend war er 2020 in der Serie Cryptid zu sehen. 2021 spielte er in Thunder in My Heart mit. 
Außerdem wurde er 2023 für die Serie Händelser vid vatten gecastet. Im selben Jahr bekam er in Die Lüge eine Hauptrolle. 2024 setzte Sundgren seine Karriere in Stormskärs Maja fort.

## Filmografie
Filme
- 2019: Gryning
- 2024: Stormskärs Maja

Serien
- 2020: Cryptid
- 2021: Eagles
- 2022: Thunder in My Heart
- 2023: Händelser vid vatten
- 2023: Ondskan
- 2023: Barracuda Queens
- 2023: Die Lüge